# PPNA
A PPNA angol régészeti szakkifejezés nemzetközileg elterjedt rövidítése, amely egy közel-keleti neolitikus régészeti kultúrát jelöl. A rövidítés feloldva Pre-Pottery Neolithic A – azaz Kerámia Előtti Neolitikus (kultúra) A változata (emellett később kialakult PPNB és PPNC is). A PPNA-kultúra abból a szempontból bír különleges jelentőséggel, hogy ekkor kezdődött meg bizonyíthatóan a mezőgazdasági termelés.

## Elhelyezkedése időben és térben
A PPNA a Natúf-kultúrát váltotta fel Kr. e. 9300 körül, és ezután mintegy 2000 éven át létezett. A radiokarbonos kormeghatározás adatai alapján a Levante középső részén jelent meg, ahonnan szétterjedt a mai Jordánia, Szíria és Észak-Irak területeire. Sok natúfi település elpusztult ebben az időben, de néhány töretlenül fejlődött tovább.
A legfontosabb lelőhelyek egyike Jerikó, ahol a házak mellett vastag falakra és egy toronyra is bukkantak a régészek, ami igazi különlegesség. Emellett jelentős lelőhely a szíriai Dzserf al-Ahmar és a palesztinai Netiv Hagdud, Gigal és Murejbet.

## Településszerkezet, házak
A PPNA települései már egyértelműen a gabonatermő vidékeken helyezkednek el, folyók partján és völgyeiben. Az Egyiptomban, Mezopotámiában ekkor még jellemző vadászó-gyűjtögető életmódhoz szükséges ideiglenes, kis telepek megszűntek. A legkisebb kerámia előtti A falvak 100–150 m² területűek, a legnagyobbak már a három hektárt, azaz a Natúf-kultúra településeinek akár hatszorosát is elérhették.
A PPNA-kultúra időszakára alapvetően kör alaprajzú kunyhók jellemzőek, azonban az időszak vége felé egyre szögletesebbek lettek. Több helyen találtak nagy gabonatárolókat. A Natúf-kultúránál kifinomultabb konstrukció jellemző. Az alapok többnyire kőből készültek, de ebben az időszakban jelent meg a később gyakorlatilag egyeduralkodóvá váló agyagtégla – emellett pusztuló anyagokat, valószínűleg fát is használtak.
A házak belsejében tűzhelyek nyomaira bukkantak a régészek, emellett nagy mennyiségű kovakövet, csontot és háztartási hulladékot találtak, melyek folyamatos használatra utalnak. Ritkán a nagyobb, már falvaknak nevezhető településeken a nagyobb házakat akár 2 helyiségre is oszthatták, bennük kisebb tűzhelyekkel és tárolóedényekkel. A házon belül egyébként lefelé építkeztek, a lakóhelyiségek a bejárathoz képest lejjebb helyezkedtek el.

## Kézművesség, mezőgazdaság, kereskedelem
A Natúf-kultúrához képest a kerámia előtti A kultúrában jelentősen megnövekedett az őrlésre és törésre használt eszközök száma, és az eszközök formájában, elkészítési módjában és alapanyagában is kisebb változások álltak be.
Az eszközök jellegzetes kopásából és a növényi maradványokból kimutatható, hogy a PPNA-kultúra emberei étrendjében már olyannyira fontos szerepet játszottak a különféle növények, elsősorban gabonafélék, hogy az már feltételezi a növénytermesztés meglétét. Állattenyésztés szempontjából azonban még nem jártak elöl a korszakban: a fellelt maradványok zöme egyértelműen vadállatoktól – gazelláktól, marhaféléktől, vaddisznóktól és vadkecskéktől – származtak. Az egyetlen kivétel a kutya, amelyet már a Natúf-kultúra idején háziasítottak.
A korban a kereskedelem még egyáltalán nem volt jelentős, bár tagadhatatlanul létezett. A legfontosabb távolsági termék az anatóliai obszidián volt, de kis mennyiségű kőeszközzel is folyt a csere.

## Társadalom, temetkezés, művészetek
Egyes tudósok szerint a településeken bekövetkező változások, úgy mint a nagyobb alapterületű, szobákra osztott házak megjelenése, a társadalom differenciálódására utalhatnak. Messzemenő következtetéseket azonban nem vonhatunk le.
A régészek több sírt találtak, melyekben jellemző, hogy a holttestek koponyáját eltávolították. 
A művészi-szakrális tárgyak száma – legalábbis a megelőző Natúf-korhoz képest – feltűnő módon csekély ebben az időszakban, és a leletek zöme kultikus nőábrázolás.

## Kortárs kultúrák
A Zagrosz-hegységben a még nehezen meghatározható Zarzi-kultúrát követően nem történt meg ilyen egyértelműen az átállás a PPNA-kultúrára, bár egyes elemek hasonló irányba alakultak át. Anatólia ekkoriban a Natúf-kultúra szintjén állt, de folyamatosan fejlődött, követve a levantei hatásokat.